# Oreobates saxatilis
Espèce
Synonymes
- Ischnocnema saxatilis Duellman, 1990

Statut de conservation UICN

 LC  : Préoccupation mineure
Oreobates saxatilis est une espèce d'amphibiens de la famille des Craugastoridae.

## Répartition
Cette espèce est endémique du Pérou. Elle se rencontre dans les régions de San Martín et de Junín entre 360 et 680 m d'altitude.

## Description
Oreobates saxatilis mesure jusqu'à 51 mm pour les mâles et 63 mm pour les femelles. Son corps est trapu. Son dos est un mélange de brun, de roux et de fauve et sa face ventrale est blanc grisâtre.

## Étymologie
Son nom d'espèce, du latin saxatilis, « qui vit dans les rochers », lui a été donné en référence à son biotope.

## Publication originale
- Duellman, 1990 : A new species of leptodactylid frog, genus Ischnocnema, from Peru. Occasional Papers of the Museum of Natural History University of Kansas, vol. 138, p. 1-7 (texte intégral).